# Группирование (память)
Группирование или свёртывание (англ. chunking) — мнемонический процесс запоминания больших информационных массивов, включающий: разбивку массива на известные и неизвестные для человека фрагменты; объединение элементов каждого неизвестного фрагмента в единый комплекс, который для памяти становится одним целостным объектом; повторение действий по разбивке и объединению до итогового результата в виде набора ассоциативно связанных объектов памяти, обеспечивающего удобный легкий доступ памяти к содержимому исходного информационного массива в целом. Группировка представляет собой набор базовых известных человеку элементов, которые были объединены и сохранены в его памяти как целостный объект. Такие группировки легче извлекаются из памяти человека по причине их сцепленной известности для него. Есть предположение, что индивиды создают высокопорядковые когнитивные представления элементов в группировках. При этом элементы набора легче помнить в составе целостной группы, чем каждый по отдельности. Способы, которыми индивидуум группирует информационный массив, в значительной степени имеют субъективный характер, и существенно зависят от особенностей восприятия и опыта индивидуума, ассоциируемых с массивом. Размеры группировок обычно варьируется от двух до шести элементов, и часто зависят от языка и культуры.
Феномен группирования как механизм памяти легко обнаруживается в повседневной жизни в особенностях разбивки номеров и информации. Например, для лучшего запоминания числа, такого как 12101946, его цифры группируются в порции 12, 10 и 1946, мнемонически ассоциируемые с днём, месяцем и годом. При этом в памяти это число будет храниться как дата 10 декабря 1946 года, а не как последовательность цифр. Другим примером группирования, иллюстрирующим, также ограничение емкости рабочей памяти, описанное Джорджем Миллером, является запоминание телефонных номеров. Так, номер 9849523450, может быть разбит на группы цифр, следующим образом 98 495 234 50. Таким образом, вместо запоминания последовательности десяти отдельных цифр, длина которой превышает размер рабочей памяти «семь плюс-минус два», запоминаются четыре группы цифр, сформированных из изначального номера.
Группирование может рассматриваться как мнемоническая стратегия, увеличивающая ёмкость рабочей памяти путём объединения элементов вводимой информации в меньшее число смысловых агрегатов.
Некоторые исследователи увеличенную  таким образом с применением группирования рабочую память относят к кратковременной памяти.

## Эффект модальности
Для группирования характерен модальный эффект. То есть, механизм, используемый для передачи списка предметов другому человеку, влияет на число создаваемых порций.
Экспериментально установлено, что голосовая передача информации приводит к формированию и использованию большего количества группировок, чем визуальная. В литературе, такой как «Магическое число семь, плюс или минус два: некоторые ограничения в нашей способности обрабатывать информацию» (1956) показано, что, использование стратегии «группирования», повышает вероятность запоминания информации. Как указывалось выше, группирование осуществляется путём разбивки информации на основе категорий ее семантической и перцептивной связности. Линдли (1966) показал, что, поскольку формируемые группы имеют смысл для человека, такая стратегия повышает возможность человека сохранять информацию в памяти и вспоминать ее во время исследований и тестирования. Поэтому, когда группирование используется в качестве мнемической стратегии, есть основания ожидать более высокую долю правильных вспоминаний.

## Системы тренировки памяти, мнемоника
Различные виды обучающих систем памяти и мнемоник включают в себя средства обучения и тренировки, разработанные в соответствии со специально созданными схемами перекодирования и группирования информации. Такие системы существовали и до статьи Миллера, но не было удобного термина для описания общей такой стратегии и предметного и надежного их исследования. Термин «группирование» в настоящее время часто используется применительно к таким системам. В качестве иллюстрации, для пациентов с болезнью Альцгеймера, обычно испытывающих дефицит рабочей памяти, группирование - эффективный метод улучшить показатели вербальной рабочей памяти (Huntley, Bor, Hampshire, Owen, & Howard, 2011). Другой классический пример разбиения на блоки обсуждается ниже в разделе «Экспертные знания и эффекты мнемических навыков».

## Емкость канала, «Волшебное число семь», Увеличение объёма кратковременной памяти
Английский термин «chunking» появился в известной статье 1956 года Джордж А. Миллер, «Магическое число семь плюс-минус два: некоторые ограничения нашей способности обрабатывать информацию» (Neisser, 1967). В начале применения теории информации в психологии Миллер обнаружил, что некоторые человеческие способности по решению когнитивных задач соответствуют модели «пропускной способности канала», характеризуемой примерно постоянной емкостью в битах, однако для кратковременной памяти такого соответствия нет. Множество исследований приводили к одному и тому же результату: кратковременная память имеет емкость примерно «семь плюс-минус два» объектов. Миллер (Miller, 1956) писал: "Для двоичных элементов размер пространства памяти составляет около девяти, и, хотя с односложными английскими словами он падает примерно до пяти, разница намного меньше, чем требуется для гипотезы о постоянной информации. Кажется, что объем оперативной памяти практически не зависит от количества битов в единице информации памяти, по крайней мере, в спектре, который был исследован до настоящего времени. Миллер признавал, что «мы не очень уверены в том, что составляет единицу информации».
Миллер (Miller, 1956) писал, что в соответствии с этой теорией должна быть возможность эффективно увеличить кратковременную память для элементов с низким содержанием информации, ментально перекодировав их в меньшее количество элементов с более высоким содержанием информации. "Человек, только начинающий изучать радиотелеграфный код, слышит точки и тире, как отдельные фрагменты. Вскоре он может объединять эти звуки в буквы, а затем, обрабатывать буквы порциями. Далее буквы объединяются в слова, которые являются еще большими порциями, и он начинает слышать целые фразы ". Таким образом, телеграфист может эффективно «запоминать» несколько десятков разрядов азбуки Морзе в виде одной фразы. Неискушенные субъекты могут помнить только о девяти двоичных элементах, но Миллер сообщает об эксперименте 1954 года, в котором людей обучили слушать строки двоичных цифр и (в одном случае) мысленно группировать их в порции по пять, перекодировать каждую группу в ее имя (например, «двадцать один» для 10101) и запоминать имя. При достаточном количестве упражнений люди смогли запоминать до сорока двоичных цифр. Миллер написал:
 Несколько удивительно было наблюдать, как человек выслушивает 40 двоичных разрядов подряд, а затем повторяет их без ошибок. Однако, если вы думаете об этом просто как о мнемоническом приеме расширения ёмкости памяти, вы пропустите более важный момент, который неявно присутствует почти во всех таких мнемонических приемах. Дело в том, что перекодирование является чрезвычайно мощным средством для увеличения объема информации, с которой мы можем иметь дело. 

## Экспертные знания и эффекты мнемических навыков
Исследования показали, что память функционирует лучше, когда люди пытаются вспомнить вещи, которые им знакомы. Точно так же люди имеют тенденцию создавать и использовать наборы известных им группировок информации, такие наборы также называются опорными множествами (пространствами) памяти. Такая известность позволяет людям помнить больше отдельных частей контента, а также больше группировок в целом для кодирования информации в целях облегчения ее запоминания. Эксперты, обладающие хорошей профессиональной памятью и широкими экспертными знаниями в своей профессиональной области могут использовать эти знания в качестве опорного пространства памяти для запоминания информации из других областей. Широко известно исследование совершенствования процесса группирования, проведённое Чейзом и Эрикссоном, которые в течение двух лет работали с студентом SF. Чейз и Эрикссон хотели понять, можно ли увеличить емкость цифровой памяти человека практикой. SF начал эксперимент с последовательности обычной длины из 7 цифр. SF был бегуном на длинные дистанции, и использовал для группирования последовательностей цифр времени бега, которые увеличили его цифровое опорное пространство памяти. К концу эксперимента длина его пространства цифр выросла до 80. В книге «Модель обучения, ориентированной на мозг, для школ 21-го века» (2012) (The Brain-Targeted Teaching Model for 21st Century Schools (2012)), сообщается, что SF позже расширил свою стратегию, включив в неё возраста и годы, но группировки ему всегда были знакомы, и, таким образом, ему было легче запоминать и вспоминать порции информации. Важно отметить, что человек, который не обладает хорошими знаниями в некоторой области (например, не знаком с соотношениями мили/ время марафона), будет испытывать трудности с разбивкой времени гонки и в конечном итоге не сможет запомнить много чисел, используя такой метод.

## Группирование в моторном обучении
Группирование, как метод обучения может применяться в ряде других контекстов, а не ограничиваться только вербальным материалом (Oberauer et al, 2018). Карл Лешли в своей классической статье сериальный порядок (Lashley, 1951) утверждал, что последовательные вспоминания, которые, по-видимому, организованы линейным и плоским способом, скрывают базовую иерархическую структуру. Это было продемонстрировано в моторном управлении Rosenbaum et al. (1983). Таким образом, последовательности могут состоять из подпоследовательностей, которые, в свою очередь, могут состоять из подпоследовательностей. Иерархические представления последовательностей имеют преимущество над линейными представлениями. Они сочетают в себе эффективные локальные действия на низких иерархических уровнях, сохраняя возможность управления общей структурой. Хотя линейное представление последовательности является простым с точки зрения хранения, во время вспоминания для него могут возникнуть потенциальные проблемы. Например, если в цепочке последовательности появляется разрыв, последующие элементы становятся недоступными. С другой стороны, иерархическое представление будет иметь несколько уровней представления. Разрыв в соединении между узлами более низкого уровня не делает какую-либо часть последовательности недоступной, поскольку управляющие узлы (узлы фрагментов) на более высоком уровне все еще могут обеспечить доступ к узлам более низкого уровня.
Группировки в моторном обучении разделяются (идентифицируются) паузами между последовательными действиями (Terrace, 2001). Он также сделал предположение, что на этапе исполнения последовательности (после обучения) участники вспоминали элементы списка, объединённые группировки во время пауз. Террас также выступил за операционное определение группировок, в предположении, что различия входных и выходных групп исходят от краткосрочной и долгосрочной памяти. Входные группировки отражают ограничение рабочей памяти во время кодирования новой информации (как новая информация сохраняется в долговременной памяти) и как она вспоминается при последующем обращении. Выходные группировки отражают организацию переученных моторных программ, которые формируются онлайн в рабочей памяти. Сакаи и соавт. (2003) показали, что участники спонтанно организуют последовательность в несколько фрагментов в нескольких наборах, и что эти фрагменты были различны у разных участников, протестированных для одной и той же последовательности. Сакаи и соавт. (2003) показали, что производительность перетасованной последовательности была хуже, когда шаблоны фрагментов были нарушены, чем когда шаблоны фрагментов были сохранены. Схемы разбиения на фрагменты также, похоже, зависят от используемых эффекторов.

## Мнемические операции, задействованные в процессе группирования
В процессе группирования могут выполняться множество различных интеллектуальных мнемических операций. Один из наборов таких операций представлен в работе В. Д. Шадрикова и Л. В. Черемошкиной, и включает следующие операции.
- Группировка — разбиение материала на группы по каким-либо основаниям.
- Выделение опорных пунктов — служащих опорой более широкого содержания (тезисы, заголовки, вопросы и т. д.)
- Формирование мнемического плана — совокупности опорных пунктов.
- Классификация — распределение каких-либо предметов, явлений, понятий по классам, группам, разрядам на основе определенных общих признаков.
- Структурирование — установление взаимного расположения частей, составляющих целое, внутреннего строения запоминаемого.
- Систематизация — установление определенного порядка в расположении частей и целого и связей между ними.
- Схематизация — изображение или описание чего-либо в основных чертах или упрощенное представление запоминаемой информации.
- Аналогия — установление сходства, подобия, в определенных отношениях предметов, явлений, понятий, в целом различных.
- Перекодирование — вербализация или проговаривание, называние, представление информации в образной форме, преобразование информации на основе семантических, фонематических признаков и т. д.
- Достраивание запоминаемого материала — привнесение в запоминаемое субъектом: использование вербальных посредников; объединение и привнесение чего-либо по ситуативным признакам; распределение по местам. К этим операциям могут быть отнесены мнемотехнические операции и приемы.
- Сериоризация (сериационная организация материала) — установление или построение различных последовательностей: распределение по объему, по времени, упорядочивание в пространстве и т. д.
- Ассоциация — установление связей по сходству, смежности или противоположности и т. д.

В процесс группирования в обязательном порядке также должны входит операции обнаружения и выделения известных и неизвестных фрагментов и объединения элементов каждого неизвестного фрагмента в единый целостный объект памяти.
Перечисленные операции, хотя и включают алгоритмические составляющие, не являются алгоритмами, как, например, операции сложения и умножения. Перечисленные операции, также не являются взаимонепересекающимися по содержанию, и могут содержать общие компоненты.

## Процесс объединения элементов группировки в целостный объект памяти
Чтобы сохранить последовательность в долговременной памяти (ДВП) как единый объект, она должна сохраняться (повторяться) в кратковременной до тех пор, пока не превратится для памяти в единое целое и зафиксируется в долговременной памяти, а не останется как последовательность отдельных элементов. Таким образом, исчезает необходимость запоминания отношения между элементами и их позициями.
Для того, чтобы группа элементов была объединена для памяти в единое целое максимально быстро, она должна размещаться в кратковременной памяти (КВП) целиком, то есть её длина не должна превосходить ёмкости КВП и включать не более 4-5 элементов. Учитывая, что сама операция повторения в КВП требует размещения в ней ещё одного элемента, а именно, обеспечивающего вызов процедуры обновление, повторного занесения в КВП запоминаемой группы элементов до тех пор пока эта информация не будет зафиксирована в ДВП, и понимания того, что такое объединение элементов в один объект памяти и его фиксация в ДВП выполнились, исходная последовательность должна разбиваться на группы, содержащие не более 3-4 элементов. Основная часть операция повторения последовательности в КВП представляет собой ментальный мнемический навык, процедура реализации которого хранится в процедурной памяти. Вызов этой операции осуществляется специфическим, направленным на память намерением (желанием) сохранить информацию в памяти для долговременного использования. Понимание, что фиксация информации в ДВП произошла, представляет собой, базирующийся на рефлексии метакогнитивный процесс осознавания завершения фиксации информации в ДВП. Сигнальный механизм, посредством которого ДВП, и подсознание в целом информирует сознание, а сознание узнает о завершении фиксации информации в ДВП, формирует ощущение завершения операции объединения и фиксации, подтверждаемое легкостью воспроизведения запоминаемой группировки, которое сознание распознает и совершает переход к другим намеченным операциям.

## Группирование в изучении долговременных структур памяти
Такое использование основано на идее группирования Миллера (1956), но теперь акцент делается на долговременной памяти, а не только на кратковременной памяти. Группировка затем может быть определен как «набор элементов, имеющих сильные ассоциации друг с другом, но слабые с элементами других группировок» (Gobet et al., 2001, p. 236). Чейз и Саймон (1973), а затем Гобет, Рецшицки и де Воогт (2004) показали, что понятие группирование позволяет объяснить некоторые явления, связанные с опытом игры в шахматы. После краткого ознакомления с расположением фигур на шахматной доске опытные искусные шахматисты смогли запомнить и вспомнить гораздо большую часть позиции, чем начинающие. Однако такой эффект определяется специфическими знаниями правил игры в шахматы; когда же фигуры были распределены случайным образом (включая сценарии, которые не были распространены или разрешены в реальных играх), разница в размере запомненной части позиций, у опытных и начинающих шахматистов значительно уменьшается. С помощью этой идеи было разработано несколько успешных вычислительных моделей обучения и экспертизы, таких как EPAM (Elementary Perceiver and Memorizer) и CHREST (Chunk Hierarchy and Retrieval Structures). Группирование также использовалось в моделях изучения усвоения языка .